# Zwierzyn (województwo zachodniopomorskie)
Zwierzyn (niem. Schwerinsfeld) – wieś sołecka w Polsce położona w województwie zachodniopomorskim, w powiecie choszczeńskim, w gminie Choszczno. W latach 1975–1998 miejscowość położona była w województwie gorzowskim. W roku 2007 wieś liczyła 221 mieszkańców.
Wieś wchodząca w skład sołectwa: Nowe Żeńsko.
Kolonia wchodząca w skład sołectwa: Zwierzynek

## Geografia
Wieś leży ok. 8 km na południowy zachód od Choszczna.

## OSP
We wsi znajduje się jednostka Ochotniczej Straży Pożarnej.